# Doopsgezinde kerk (Surhuisterveen)
De doopsgezinde kerk is een kerkgebouw in Surhuisterveen in de Nederlandse provincie Friesland.

## Beschrijving
De eerste steen voor het doopsgezinde kerkgebouw werd gelegd door Sijmon Sijmons op 5 mei 1804. De zaalkerk heeft een driezijdig gesloten koor en opengewerkte dakruiter. De windwijzer heeft de vorm van een schip. De muren met rondboogvensters zijn geleed door spaarvelden. De consistoriekamer verbindt de kerk met de pastorie (1865). De kerk is een rijksmonument. Het orgel uit 1975 is gemaakt door de firma Klaus Becker en in 1980 in de kerk geplaatst.

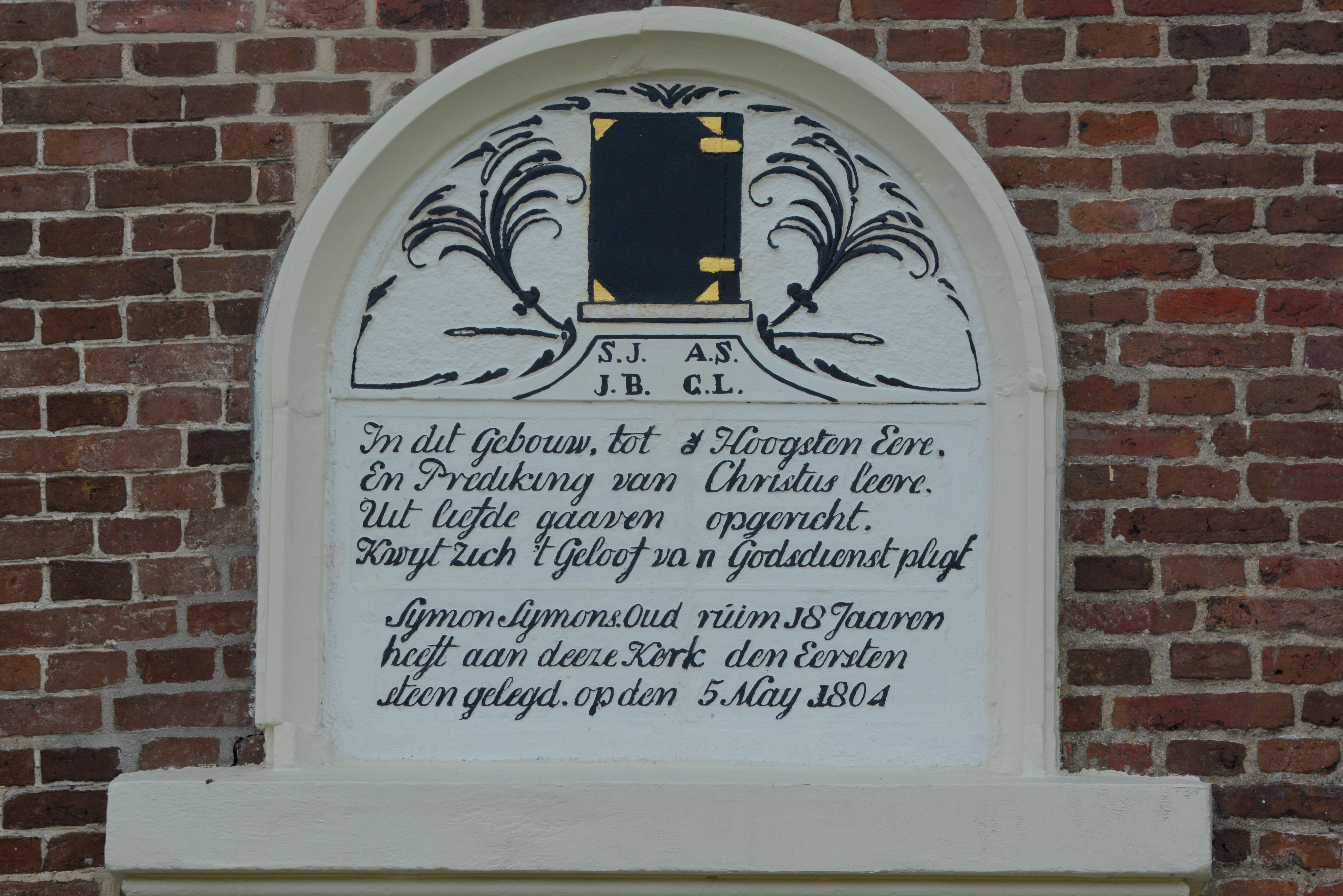
gevelsteen

Tekst gevelsteen ingangsportaal:
In dit gebouw, tot Hoogsten Eere,
En prediking van Christus leere,
Uit liefde gaaven opgericht,
Kwijt zich 't Geloof van Godsdienst pligt